# Шванебек
Шванебек (нем. Schwanebeck) — город в Германии, в земле Саксония-Анхальт. 
Входит в состав района Хальберштадт. Подчиняется управлению Боде-Хольтемме.  Население составляет 2577 человек (на 31 декабря 2010 года). Занимает площадь 25,88 км². Официальный код  —  15 3 57 034.